# Ethernet sobre parell trenat

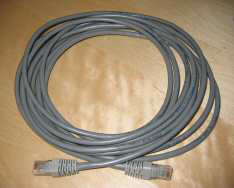
Cable de parell trenat utilitzat amb 10BASE-T

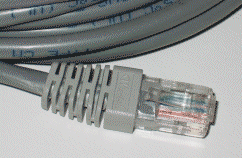
Connector 8P8C utilitzat amb 10BASE-T

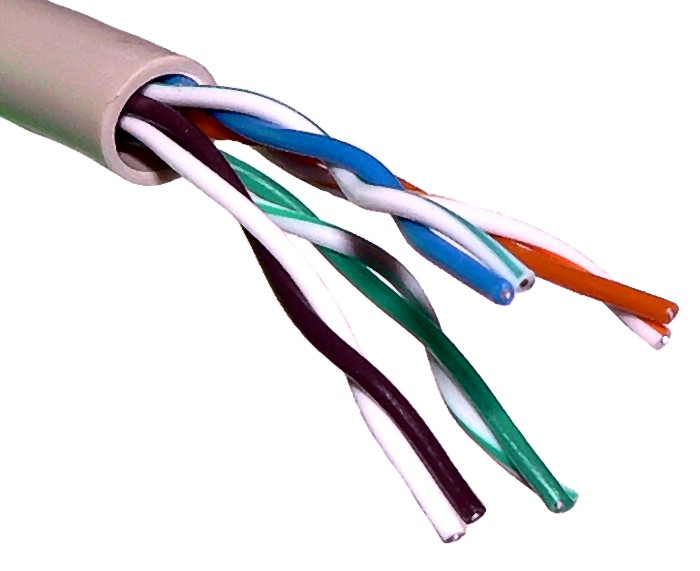
Cable de parells trenats

Ethernet sobre parell trenat es refereix a la utilització de cables de coure que contenen cables aïllats trenats en parells per a la capa física d'una xarxa Ethernet, és a dir, una xarxa en la qual el protocol Ethernet proporciona la capa d'enllaç de dades. Altres normes de cable d'Ethernet fan servir cable coaxial o fibra òptica. Hi ha diferents tipus de normes per a aquest medi físic basat a coure. Les més utilitzades són 10BASE-T, 100BASE-TX i 1000BASE-T (Gigabit Ethernet), a velocitats de transmissió de 10 Mbit/s, 100Mbit/s, i 1000 Mbit/s (1 Gbit/s), respectivament.